# بازرنیس (کمون)
بازرنیس (به فرانسوی: Bazarnes) یک کمون (فرانسه) در فرانسه است که در canton of Vermenton واقع شده‌است. بازرنیس ۱۹٫۳۹ کیلومتر مربع مساحت دارد.